# Gebrauchsfähigkeit (Gastechnik)
Gebrauchsfähigkeit oder Gebrauchsfähigkeitsermittlung bedeutet in der Gastechnik, eine eventuell vorhandene Undichtigkeit einer Gasleitung festzustellen.
Dazu ist es notwendig, die Leckage einer Gasleitung zu ermitteln, was messtechnisch oder rechnerisch geschehen kann.
Zur Messung werden Leckmengenmessgeräte benötigt, die elektronisch die Gasverlustmenge in l/h feststellen. Danach gilt folgende Einteilung:
| Leckmenge in l/h | Gebrauchsfähigkeit |
| ---------------- | --- |
| 0                | dichte Leitungen, bei Neuanlagen Pflicht. |
| kleiner 1        | Unbeschränkte Gebrauchsfähigkeit |
| 1 bis kleiner 5  | Verminderte Gebrauchsfähigkeit. Die Leitung darf vier Wochen in Betrieb bleiben, muss jedoch in dieser Zeit repariert werden. Mit einer Hauptprüfung, bei der die Dichtheit festgestellt werden muss, gilt die Reparatur als beendet. |
| ab 5             | Keine Gebrauchsfähigkeit. Die Gasleitung wird sofort vom GVU oder einem Vertragsunternehmen bis zur Reparatur gesperrt. |

Liegen mehrere Gasleitungen nebeneinander, zum Beispiel in einem (belüfteten) Schacht, sind die Leckmengen zu addieren und der Summenwert ist zur Beurteilung entsprechend der Tabelle heranzuziehen.